# Csakhari onda
A Csakhari onda (hangul: 자칼이 온다, RR: Jakari onda; „Jön a sakál”), angol címén The Jackal is Coming vagy Code Name: Jackal, dél-koreai vígjáték Szong Dzsihjo és Kim Dzsedzsung főszereplésével.
2012. november 15-én mutatta be a Lotte Entertainment.

## Cselekmény
Pong Mindzsung (Szong Dzsihjo) kétbalkezes bérgyilkos, akit felbérelnek, hogy rabolja el és gyilkolja meg a hallyusztár énekes Cshö Hjont (Kim Dzsedzsung). 

## Előkészületek és forgatás
Kim Dzsedzsung a filmben szinte önmagát alakítja, a színész ugyanis valóban popsztár. A forgatókönyvben több olyan jelenet is szerepel, ami Kim életében is hasonlóképpen történt, ilyen például a szaszengrajongókkal való küzdelem. A filmzenéhez Kim saját szerzeményű Stay című dalával is hozzájárult.
Nem sokkal a film bemutatója előtt a Lotte Entertainment bejelentette, hogy hat országnak (Japán, Thaiföld, Szingapúr, Malajzia, Brunei) adták el a film vetítési jogát.